# Grassalkovich (Adelsgeschlecht)

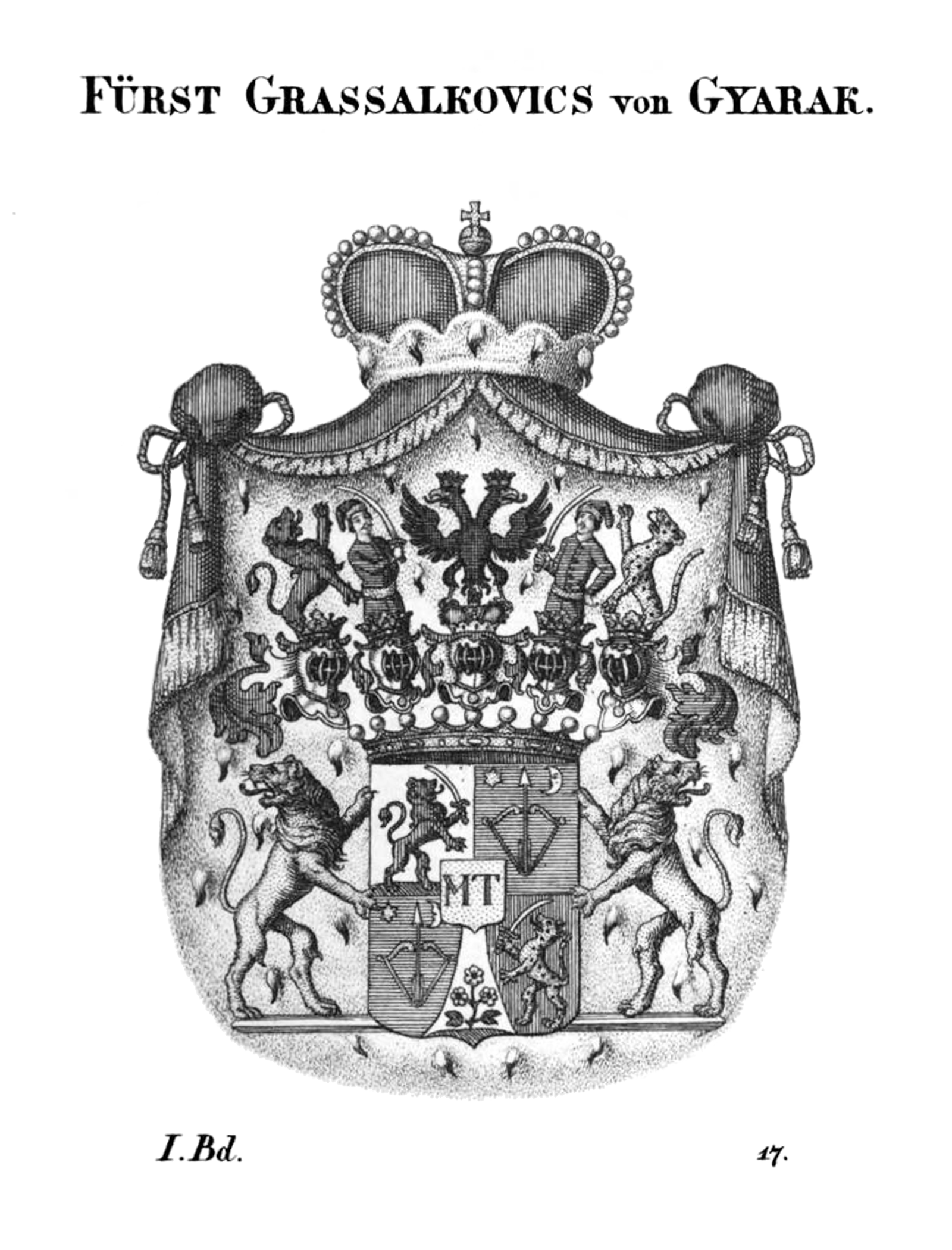
Wappen der Fürsten Grassalkovich von Gyarak

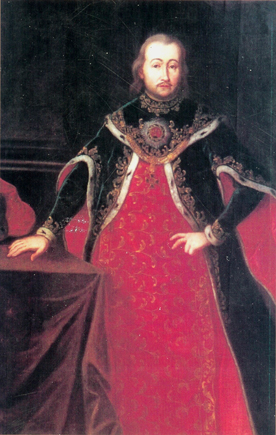
Graf Antal Grassalkovich de Gyarak

Die Fürsten Grassalkovich von Gyarak gehören zu den bedeutendsten ungarischen Adelsgeschlechtern.

## Geschichte
Das Geschlecht ist kroatischer Abstammung und wurde erstmals durch Kaiser Rudolf II. am 20. September 1584 in den Adelsstand erhoben. Politisch gesehen stieg das Ansehen des Geschlechtes sehr schnell und es erhielt später auch die Fürstenwürde. 
Das Ansehen hat die Familie auch dem Uradelsgeschlecht Deméndi de Theszéri zu verdanken, zu dessen Nachfahren sie zählte. Die Familie starb in männlicher Linie aus. Sie ist verwandt mit den Adelsgeschlechtern Esterházy, Ürmenyi, Egresdy und Beleznay.

## Bekannte Mitglieder
- Antal Grassalkovich I. (1694–1771), Graf kroatischer Abstammung im Königreich Ungarn, Präsident der Ungarischen Hofkammer
- Antal Grassalkovich II. (1734–1794), Fürst
- Antal Grassalkovich III. (1771–1841)

## Besitztümer

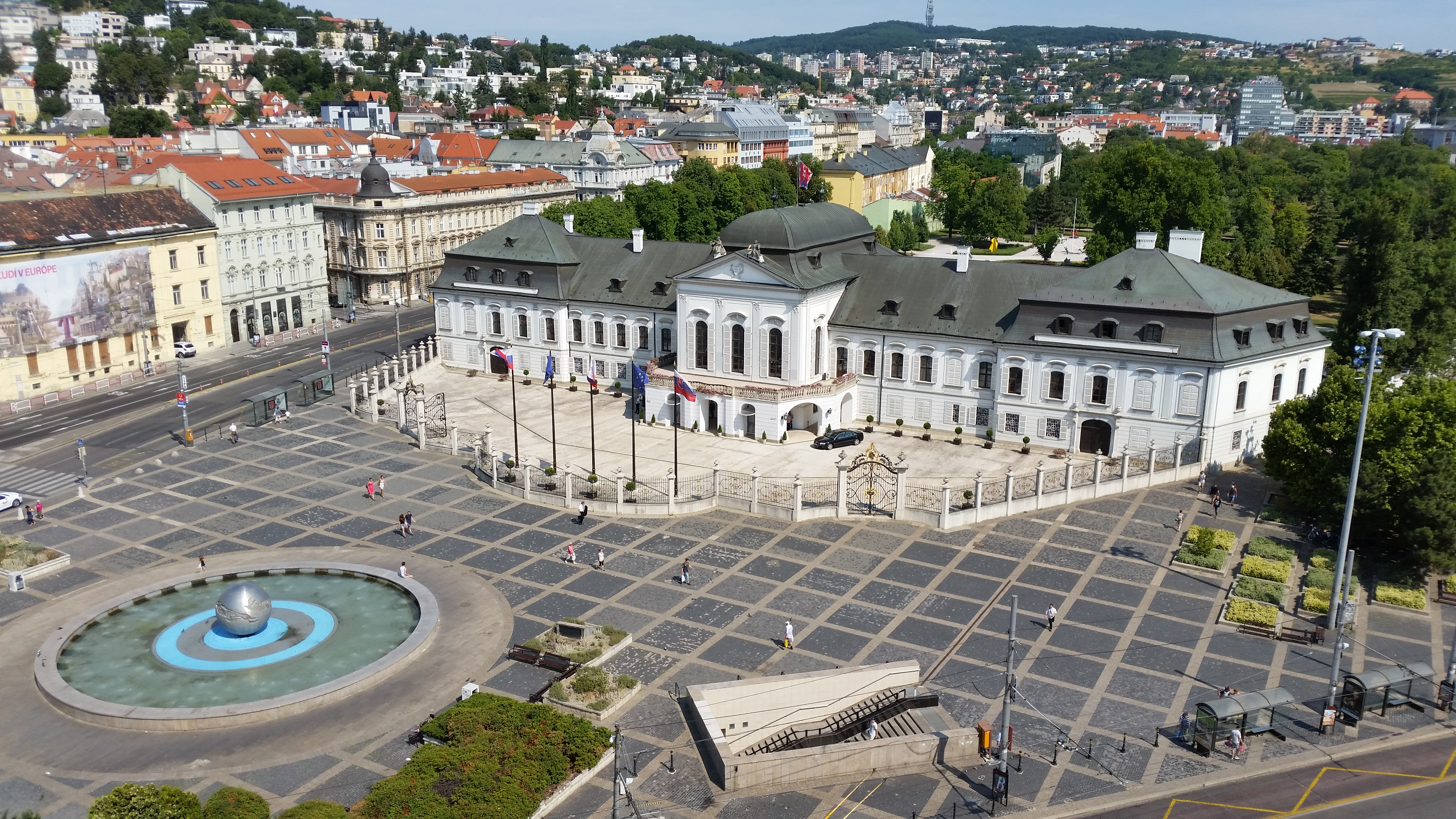
Palais Grassalkovich in Bratislava

- Palais Grassalkovich, Präsidentenpalast in Bratislava
- Schloss Grassalkovich (Schloss Gödöllő) in Gödöllő
- Palais Grassalkovics (auch Grassalkovich), Wien

## Einzelnachweis
1. ↑  Ivan Nagy: Grassalkovich család. Arcanum, abgerufen am 17. September 2019.